# أحمد الحراق السريفي
السيد أحمد بن عبد السلام الحَرّاق السريفي هو عالم دين مغربي، مقرئ مسند من قبيلة أهل سريف الواقعة شمال المغرب.

## نسب أحْمَد الحَرّاق السّرِيفِي
هو السيد أحمد بن عبد السلام بن الطاهر العلمي السريفي الصفصافي  بن محمد بن علي الحراق  بن الحسن بن الحسين بن علي بن محمد بن عبد الله بن يوسف بن أحمد بن الحسين بن مالك بن عبدا لكريم بن حمدون بن موسى الرضى بن سليمان العلمي الإدريسي المعروف بمشيش بن أبي بكر بن علي العلمي الإدريسي بن بو حرمة بن عيسى بن سلام العروس بن أحمد مزوار الإدريسي بن علي حيدرة بن محمد بن إدريس الثاني بن إدريس الأول بن عبد الله الكامل بن الحسن المثنى بن الحسن بن علي ابن أبي طالب وفاطمة الزهراء بنت الرسول محمد بن عبد الله (صلى الله عليه واله).

## عِلمُ السيد أحْمَد الحَرّاق السّرِيفِي
كان أحْمَد الحَرّاق السّرِيفِي يختص بعلوم القرآن وعلم الدراية والإرسال فيما يتعلق بروايات القراءة القرآنية. وكان من كبار قرّاء ومجودي المغرب في القرن العشرين. ذكره الشيخ الكتاني في "فهرس الفهارس" وقال: "لصاحبنا الفقيه الأستاذ المجود أبي العباس أحمد بن عبد السلام بن الطاهر العلمي السريفي الصفصافي...يروي القراءات عن والده الفقيه الناسك الأستاذ أبي محمد عبد السلام بن الطاهر الحراق السريفي (والصّفصاف هو مدشر كان يأوي الشرفاء الحراقيين السّريفيين).

## طريق أبي العباس أحمد بن عبد السلام الحراق السريفي في الرواية
كان أحمد بن عبد السلام الحراق السريفي يروي القراءات عن والده الفقيه الناسك الأستاذ أبي محمد عبد السلام بن الطاهر الحراق السريفي، وعن أبي عبد الله محمد بن محمد بن محمد بن قاسم السريفي البجدياني، وكذا عن أبي العباس أحمد التلمساني السماتي
وعن ابن عبد السلام الفاسي بأسانيده كما في فهرسته وأول المحاذي.
وأخذ فن القراءات أيضا عن الأستاذ الصالح العلامة أبي العباس المكي بن يرمق السماتي تلميذ أبي علي الحسن كنبور اللجائي. وأخذها أيضا عن الناسك المجود أبي محمد الهاشمي بن الحسن السريفي الدفني، وهو عن والد صاحب التحفة وقد فصل في «التحفة» المذكورة مروياته عمن ذكر وأسانيدهم، ألفها إجازة لتلميذه الخليفة المبجل أبي حفص عمر ابن السلطان أبي علي الحسن بن محمد ملك المغرب الأقصى رحمهم الله.

## بيعته للسلطان مولاي الحسن الأول
جاء في وثيقة وزارة الأوقاف والشؤون الإسلامية بالمملكة المغربية تؤرخ لبيعة مولاي الحسن الأول تحت عنوان: بيعة أهل العرائش والقصر الكبير وأصيلة وبني كرفط: للسلطان مولاي الحسن الأول بأن أحمد بن عبد السلام الحراق السريفي كان من بين الشيوخ والسادة الشرفاء الذين بايعو مولاي الحسن الأول سلطانا على المغرب.

## مؤلفاته
- تحفة الأبرار في التعريف بالشيوخ والسادات الأخيار [13][14]
- كناشة أحمد بن عبد السلام السريفي الصفصافي لنقول وإجازات أبي القاسم بن أحمد الفاسي.[15]

## وفاته
توفي السيد أحْمَد الحَرّاق السّرِيفِي في الفتنة الريفية بالمغرب سنة 1344هـ 1925م ومن المعروف عن الشرفاء الحرّاقيين وبخصوص وجهائهم المقاومة السلمية. وحيث أن أحْمَد الحَرّاق السّرِيفِي جنح للمقاومة السلمية ضد الاستعمار الإسباني إبان حرب الريف، حيث حصل انشقاق بين المقاومة السلمية بقيادة الريسوني والمسلحة بقيادة محمد بن عبد الكريم الخطابي، فكان من ضحايا تلك الفتنة السيد أحْمَد الحَرّاق السّرِيفِي.